# Vinylsulfonfarbstoffe

Vinylsulfon-Gruppe
(R = Alkyl- oder Arylrest)

Vinylsulfonfarbstoffe sind Reaktivfarbstoffe, die als Reaktivgruppe (Reaktivanker) eine Vinylsulfongruppe (VS-Gruppe) besitzen. Aufgrund der relativ hohen Reaktivität der Vinylsulfongruppe gegenüber Wasser (Restfeuchte, Luftfeuchtigkeit), liegt sie in vielen Handelsprodukten in geschützter Form vor. Dabei ist eine Ethylsulfonylgruppe mit einer Abgangsgruppe substituiert. Beim Färbeprozess unter alkalischen Bedingungen wird die VS-Gruppe durch eine Eliminierungsreaktion freigesetzt:

Erzeugung der Vinylsulfon-Gruppe durch alkalische Eliminierung.
R = Alkyl- oder Arylrest, X = –OSO3H, –Cl

## Chemische Struktur
Der Vinylsulfon-Reaktivanker wird in aller Regel über ein aromatisches oder aliphatisches Amin in den Reaktivfarbstoff eingeführt.

Parabaseester
(4-[2-(Sulfooxy)ethylsulfonyl]anilin)

Das älteste und gängigste Zwischenprodukt ist der Parabaseester, ein mit einer [2-(Sulfooxy)ethyl]sulfonyl-Gruppe substituiertes Anilin. Parabaseester kann als Diazokomponente bei der Herstellung von Azofarbstoffen verwendet werden. Eine weitere Reaktionsmöglichkeit ist die Kondensationsreaktion von Parabaseester mit einem Chlor- oder Fluortriazin-Rest, der wiederum über eine weitere Aminogruppe mit einem beliebigen Chromophor verbunden ist.
Variationsmöglichkeiten ergeben sich durch weitere Substituenten am aromatischen Ring – meist Hydroxy-, Methyl- oder Methoxygruppen, bzw. durch die Stellung der Amino- zur VS-Gruppe. Neben der para-substituierten Verbindung werden auch meta- und orthosubstituierten Vinylsulfonaniline verwendet.

2-[2-(2-Chlorethylsulfonyl)ethoxy]ethanamin

Wird die VS-Gruppe über ein primäres oder sekundäres aliphatisches Amin eingeführt, so erfolgt dies ebenfalls durch Kondensation mit einer Halogentriazin-Verbindung. Ein Beispiel ist das 2-[2-(2-Chlorethylsulfonyl)ethoxy]ethanamin, das bei bifunktionellen Reaktivfarbstoffen in Kombination mit einem Monofluor- oder Monochlortriazin-Anker Verwendung findet.

## Färbeprozess
Die Vinylsulfongruppe reagiert mit den nukleophilen funktionellen Gruppen der Fasern im Sinne einer Michael-Addition unter Bildung einer kovalenten Etherbindung:

Reaktion der Vinylsulfon-Verbindungen mit den Hydroxygruppen der Cellulose
Eine unerwünschte Nebenreaktion beim Färbeprozess ist die Umsetzung der VS-Gruppe zur 2-(Hydroxy)ethylsulfonyl-Gruppe:

Reaktion der Vinylsulfon-Verbindungen mit Wasser/OH− als unerwünschte Nebenreaktion beim Färben
Der unreaktive Farbstoff muss bei der Nachbehandlung der Färbung ausgewaschen werden.

## Geschichte
Die ersten Farbstoffe mit einer [2-(Sulfooxy)ethyl]sulfonyl-Gruppe wurden 1949 von den damaligen Farbwerken Hoechst patentiert und in den Folgejahren als Wollfarbstoffe unter dem Markennamen Remalan, bzw. als Baumwollfarbstoffe unter der Markenbezeichnung Remazol vermarktet.
Ab den frühen 1980er wurden Reaktivfarbstoffe, die neben der VS-Reaktivgruppe einen weiteren Monochlortriazinanker aufweisen durch die Farbstoffhersteller Sumitomo (Markenname Sumifix Supra) und Hoechst AG produziert. 1988 wurden von der Ciba-Geigy Doppelankerfarbstoffe mit der Kombination einer VS-Reaktivgruppe mit einer Monofluortriazin-Reaktivgruppe unter der Markenbezeichnung Cibacron in den Markt eingeführt.

## Beispiele
| Reaktivfarbstoffe mit einem Vinylsulfon-Reaktivanker | Reaktivfarbstoffe mit einem Vinylsulfon-Reaktivanker |
| ---------------------------------------------------- | ---------------------------------------------------- |
|                                                      |                                                      |
| C.I. Reactive Black 5                                | C.I. Reactive Blue 19                                |
|                                                      |                                                      |
| C.I. Reactive Orange 107                             | C.I. Reactive Red 239                                |
|                                                      |                                                      |
| C.I. Reactive Blue 235                               |                                                      |